# Ringkøbing (stacja kolejowa)
Ringkøbing (duński: Ringkøbing Station) – stacja kolejowa w miejscowości Ringkøbing, w regionie Jutlandia Środkowa, w Danii. 
Usługi związane z transportem kolejowym prowadzone są przez Arriva.

## Historia
Stację otwarto 31 marca 1875 wraz z odcinkiem Holstebro–Ringkøbing. 8 sierpnia 1875 otwarto odcinek linii Varde–Ringkøbing. Stacja Ringkøbing wówczas stała się częścią linii Esbjerg – Struer.
15 listopada 1911 powstała prywatna linia kolejowa Ringkøbing - Ørnhøj, a 28 sierpnia 1925 linia ta została przedłużona do Holstebro.
Linia do Ørnhøj została zamknięta w dniu 31 marca 1961.

## Linie kolejowe
- Esbjerg – Struer